# Liste des évêques d'Umuahia
Liste des évêques d'Umuahia
(Dioecesis Umuahiana)
L'évêché nigérian d'Umuahia (en) est créé le 23 juin 1958 par détachement de celui d'Owerri.

## Sont évêques
- 19 février 1959-2 avril 1990 : Anthony Nwedo (Anthony Gogo Nwedo)
- depuis le 2 avril 1990 : Lucius Ugorji (Lucius Iwejuru Ugorji)

## Sources
- L'ANNUAIRE PONTIFICAL, sur le site http://www.catholic-hierarchy.org, à la page